# The Woman in Red
The Woman in Red es una película de 1984 protagonizada y dirigida por Gene Wilder. Está coprotagonizada por Charles Grodin, Gilda Radner, Joseph Bologna, Judith Ivey y Kelly LeBrock, y es una nueva versión (o remake) de la película francesa Un éléphant ça trompe énormement, traducida en España como Un elefante se equivoca enormemente, dirigida en 1976 por Yves Robert.

## Sinopsis
El publicista de San Francisco, Teddy Pierce (Gene Wilder) se interesa y luego se obsesiona con una bella mujer (Kelly LeBrock), cuyo vestido rojo se levanta mientras cruza una rejilla en el suelo, mostrando su ropa interior del mismo color. Teddy está felizmente casado con Didi (Judith Ivey), pero no puede alejar a esta mujer de su pensamiento. Animado por sus amigos Buddy (Charles Grodin), Joe (Joseph Bologna) y Michael (Michael Huddleston), trata de pedirle una cita, pero telefonea por error a la Sra. Milner (Gilda Radner), una empleada de agencia publicitaria que se siente halagada por su interés.
Finalmente, Teddy se familiariza con la mujer vestida de rojo, una modelo llamada Charlotte, paseando a caballo con ella e incluso invitándola a una fiesta familiar. Él cambia radicalmente su guardarropa y comienza a inventar excusas para ver a Charlotte. Mientras tanto, provoca la ira de la Sra. Milner.
Los acontecimientos llegan a un punto crítico en el apartamento de Charlotte, donde invita a Teddy a su cama. Él está encantado hasta que su marido, un piloto de vuelo, llega de repente a casa. Tratando de escapar, Teddy termina en una cornisa del edificio, por lo que los transeúntes creen que está a punto de suicidarse, siendo enfocado en directo por la televisión. Él salta al vacío y espera ser salvado por los bomberos. Mientras cae, Teddy comienza a interesarse por una presentadora de la televisión que le sonríe.

## Reparto
- Gene Wilder como Theodore Pierce.
- Kelly LeBrock como Charlotte.
- Gilda Radner como Ms. Milner
- Charles Grodin como Buddy.
- Joseph Bologna como Joe.
- Judith Ivey como Didi Pierce.
- Michael Huddleston como Michael.
- Arthur Bailey como Jocko.

## Canciones
- Stevie Wonder - I Just Called To Say I Love You
- Stevie Wonder & Dionne Warwick - It's You

## Recepción
La película obtuvo un grado de publicidad por Kelly LeBrock, una modelo que haría su debut en pantalla, particularmente por la escena del vestido, una variación de la pose icónica de Marilyn Monroe en The Seven Year Itch.
The Woman in Red recibió críticas mixtas a negativas y tiene un 35% en Rotten Tomatoes con base en 17 reseñas.